# Харьковское отделение ОСВАГ

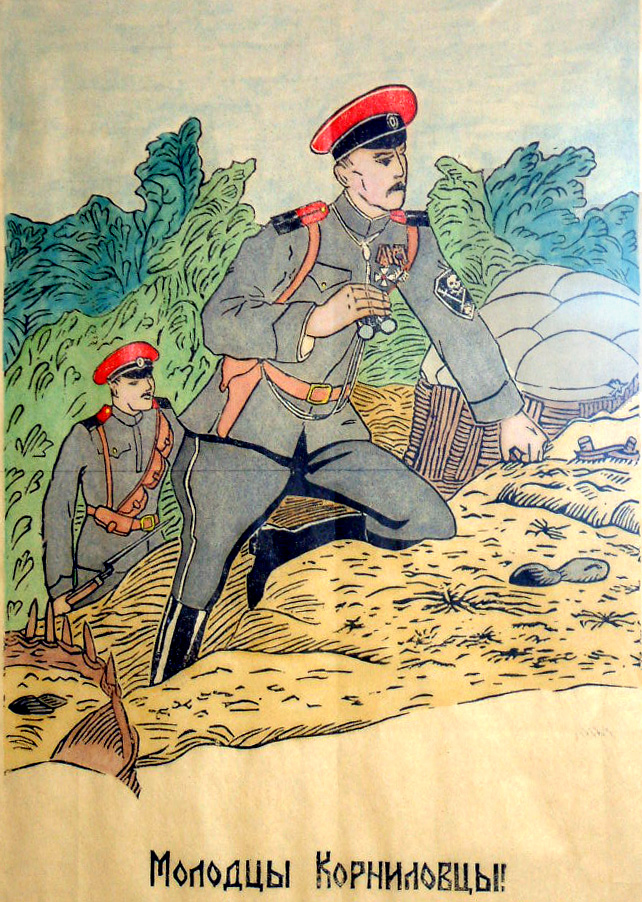
«Молодцы корниловцы!» Агитационный плакат Харьковского отделения ОСВАГ

Харьковское отделение ОСВАГ — одно из крупнейших и наиболее влиятельных региональных отделений ОСВАГа — пропагандистского органа Вооружённых Сил Юга России. Отделение открыто в июне 1919 года, центр в городе Харькове. Расформировано в связи с потерей ВСЮР контроля над территорией Харьковской военной области в декабре 1919 года.

## Деятельность

### Печатные органы
Харьковское отделение ОСВАГ не имело собственных печатных органов, но активно использовало официальные печатные органы белой администрации Харьковской военной области, которыми были газеты «Новая Россия» (редактор В. Даватц), «Южный край», «Полдень».

### Кинематографическая пропаганда
Как пишет историк культуры А. Еремеева, харьковские периодические издания в 1919 году сообщали о постановке кинопьесы «Дадим мы миру мир навеки» (сценарист и режиссёр Д. Флорэн, главная роль — А. Н. Соколовский). Съёмки фильма производились в прифронтовой полосе и на фронте. По замыслу автора, фильм должен был показать «личную драму на фоне борьбы Добровольческой армии с большевиками». Циклы фильма назывались «Большевики» и «Добровольцы», это говорит о том, что пропагандистское воздействие достигалось противопоставлением двух идеологий. По мнению исследователя, вероятнее всего фильм так и не вышел на передвижные экраны. 
В целом фильмов агитационного характера о злободневных событиях удалось снять немного. Один из них — постоянно рекламируемый в прессе Юга России и обнаруженный после окончания Гражданской войны во Французской синематеке — «Жизнь — родине, честь — никому» (другой вариант названия — «Жизнь Родине или никому»). Фильм был снят М. Г. Хажаевым в Ялте и Ростове-на-Дону по заказу фирмы Трофимова и под покровительством Комитета скорой помощи Добровольческой армии им. М. Алексеева с участием артистов Южаковой, Спонс, Стрижевского. Главная идея фильма — «большевики — немецкие ставленники». В начале фильма показана деятельность германских шпионов до революции, выражавшаяся во взрывах на заводах, пропаганде среди рабочих, субсидиях на ведение большевистской агитации. Далее дана картина отпора большевизму в лице Добровольческой армии, завершающаяся сценой взятия Москвы белогвардейцами. Очевидно, что такие фильмы использовались Харьковским отделением ОСВАГ, имевшим для подобных целей киноустановки, установленные на агитационных поездах.

### Дискредитация советских денег
По взятии Добровольческой армией Харькова в июне 1919 года белым командованием выяснилось, что на Украине ходят почти исключительно «пятаковские» кредитные билеты и просто взять и запретить их хождение невозможно. Поэтому было принято решение обменивать «пятаковские» кредитные билеты на донские, по курсу рубль за рубль, но не более 500 рублей в одни руки. Выкупленные таким образом «пятаковские» кредитные билеты гасились пробивкой, и тут же передавались в харьковское отделение ОСВАГа, где на них наносились антисоветские надпечатки, и деньги затем сбрасывались с аэропланов. Тексты были в основном ругательные. Например, «Деньги для дураков», «Долой Советскую власть и её фальшивые деньги», «Деньги у большевиков, как и всё остальное - обман» и т. п. В июле-августе 1919 г. надпечатанные советские кредитные билеты использовались в качестве средства пропаганды: сбрасывались с аэропланов на многие города перед вступлением белых войск, например, на Полтаву. Также сброс осуществлялся во время осады Киева, что способствовало резкому падению доверия к советским кредитным билетам в осаждённом Киеве.

### Пропагандистская работа среди населения

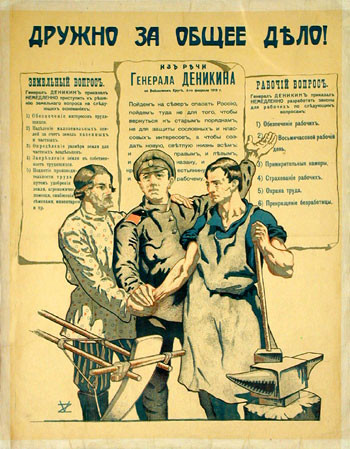
«Дружно за общее дело». Единство крестьянина, солдата и рабочего. Агитационный плакат Харьковского отделения ОСВАГ

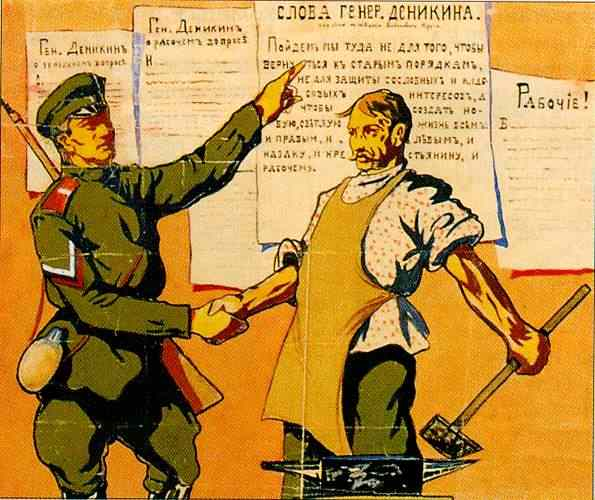
«Слова генерала Деникина по земельному и рабочему вопросам». 1919 год. Агитационный плакат Харьковского отделения ОСВАГ

Историк О. Будницкий в интервью «Эхо Москвы» так описал деятельность ОСВАГа:

… ОСВАГ выпускал листовки, плакаты, фильмы, спонсировал театральные постановки, было лектороское бюро, множество разнообразных изданий от, как я уже сказал, листовок самых примитивных, до единственного выходившего на территории Добровольческой армии литературно-художественного журнала «Орфей», который редактировал Соколов-Кречетов. И в чём эта пропагандистская деятельность заключалась? В производстве, собственно, продукции, которая должна была вдохновить людей на борьбу с большевиками и привлечь, к собственно говоря, идеалам и целям белого движения. Главная проблема была в том, что цели белого движения не были чётко сформулированы. Идея непредрешенчества, то есть «прогоним большевиков, а потом разберёмся», она не могла объединить и повести за собой массы. Белые, что принципиально их отличало от… их пропаганду от пропаганды красных — то, что белые не вели классовой пропаганды, они подчёркивали единство. И на их плакатах, вот, интеллигент, предприниматель — буржуй, да, по-другому там, собственно, не называли, у белых, конечно, как-то пытались по-другому, но тем не менее: буржуазия — рабочие, крестьяне, они, значит, все вместе и борются за идеалы свободы, права, справедливости, веры, родины и т. д. Но что такое право? Например, для крестьянина?

Харьковское отделение ОСВАГ содействовало работе Особой следственной комиссии по расследованию злодеяний большевиков, которую возглавлял Г. А. Мейнгардт, в пределах Харьковской области, где исследовались прежде всего итоги деятельности Харьковской ЧК. Материалы, полученные комиссией обнародовались органами, подотчётными ОСВАГу.
ОСВАГ, имея сеть осведомителей, сотрудничал с военными спецслужбами, которые были созданы на основе бывшего белогвардейского подполья и различных агентов, действовавших ещё при советской власти. В подполье до прихода белых в город существовал Харьковский центр, возглавляемый полковником А. М. Двигубским и лейтенантом Черноморского флота П. С. Колтыпиным-Любским. После занятия города белыми Двигубский принял должность начальника Харьковского разведывательного отделения Штаба ВСЮР. Историк Ю. Рябуха пишет, что, несмотря на недостатки организации, многие операции контрразведки проводились весьма успешно и особо выделяет четырёхкратный разгром всех советских подпольных комитетов в Харькове в августе-октябре 1919 года (сейчас именем одного из таких ликвидированных ведомством Двигубского — Петра Слинько, названа в Харькове улица недалеко от метро «Дворец Спорта»).

### Популяризация вооружённых сил Белого движения

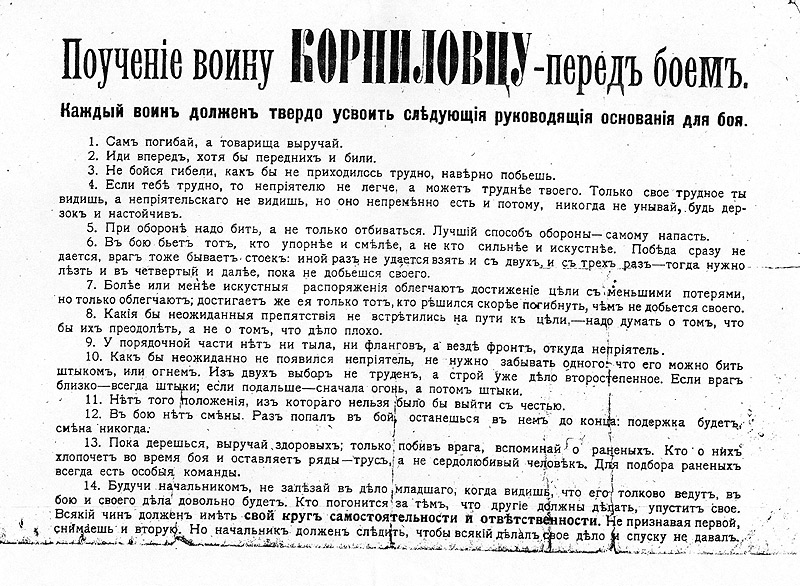
«Поучение воину-корниловцу перед боем» и

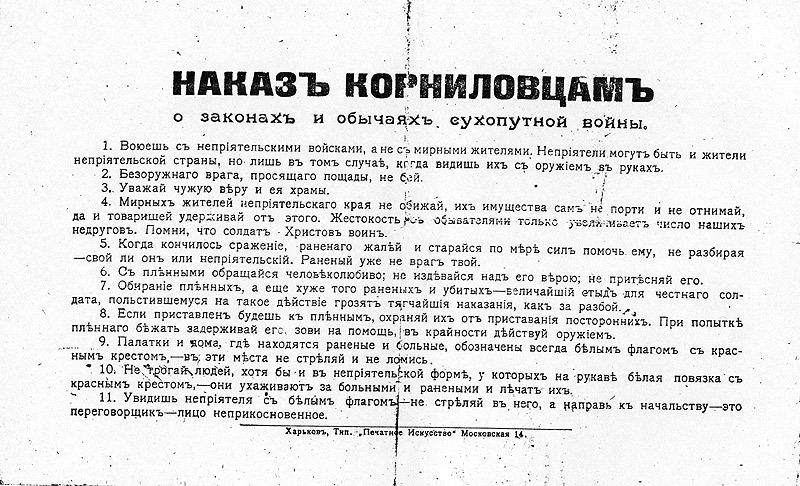
«Наказ корниловцам», отпечатанный в типографии Харьковского отделения ОСВАГ

Отделение пропаганды постоянно устраивало в пределах Харьковской военной области Дни Добровольческой армии, основной задачей которых был сбор средств на нужды армии . Устраивались семинары, лекции о политическом положении и концерты, на которых выступали многие известные артисты того времени, в том числе певица Надежда Плевицкая. ОСВАГ занимался выпуском плакатов и листовок. При участии Харьковского ОСВАГа были отпечатаны и распространены известные листовки «Поученіе воину-корниловцу передъ боемъ» и «Наказъ корниловцамъ», выпущенные в конце августа 1919 года перед отправкой на фронт сформированного в Харькове 3-го Корниловского ударного полка. Известный актёр тех лет В. Блюменталь-Тамарин, встретивший в Харькове освобождение города белыми, став сотрудником Харьковского ОСВАГа, разъезжал по городу на цирковом коне с огромным трёхцветным флагом и собирал в огромную кружку средства на белое дело. Позднее, правда, он был уволен из ОСВАГа.

### Работа с информацией

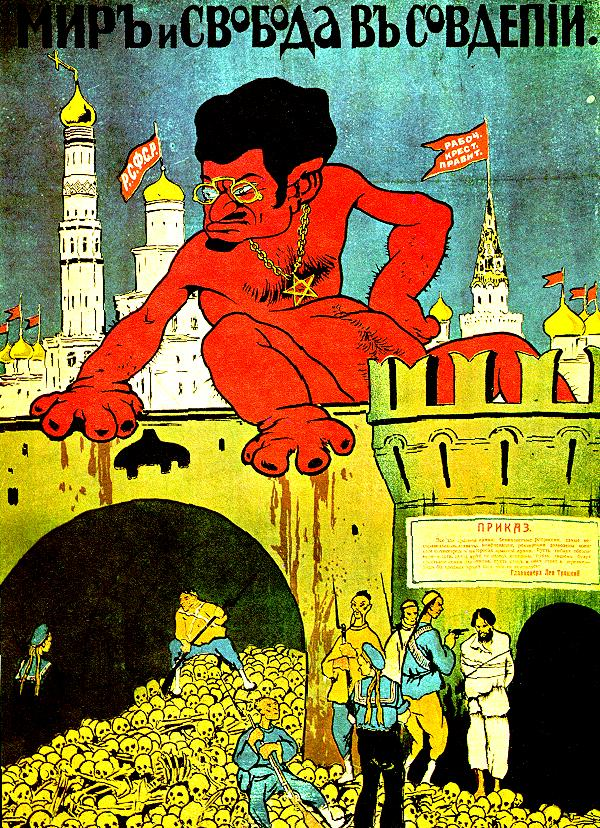
«Мир и свобода в Совдепии». Антисоветский плакат Харьковского отделения ОСВАГ

Собирание и распространение информации на Юге России было одной из основных задач областных и местных учреждений отдела пропаганды. Харьковская агитационно-информационная сеть отдела пропаганды, как и другие подобные, состояла из отделений, пунктов, подпунктов, ячеек особого назначения, лекторов, добровольных осведомителей, гласных и негласных агентов. В отделения сведения с мест поступали из пунктов, которые возглавляли осведомительно-пропагандистскую работу на местах. В зависимости от величины района, курируемого пунктом, он делился на ещё более мелкие участки, где информационной работой занимались подпункты.

## Численность сотрудников и техническое оснащение
В Харьковском отделении ОСВАГ одних только распространителей агитационной литературы, развозивших её по губерниям, насчитывалось 100 человек. Кроме того, в его составе было три специальных агитационных поезда, которые имели киноустановки, библиотеки и пр. Харьковское отделение насчитывало 28 пунктов и подпунктов с 437 сотрудниками, и было вторым по количеству участков после Донского отделения, и первым среди отделений ВСЮР по численности сотрудников.

## Внутренняя оценка деятельности
В секретной сводке Харьковского Освага начальник разведпункта Штаба Главнокомандующего Вооружёнными Силами на Юге России 28 октября 1919 года, подробно разбирая сложное положение в пропаганде, делал вывод:

Результаты всего этого получаются поистине ужасные. «Осваг» с каждым днём всё больше и больше отходит от населения, наша пропаганда виснет в воздухе. Наш Отдел пропаганды, копируя в постановке дела пропаганды большевиков, не перенял у них самого главного и самого важного: большевики своей пропагандой сумели подойти к населению вплотную. Значение этого обстоятельства — невероятно большое: только благодаря ему большевики теперь сводят наши стратегические усилия насмарку.